# Distortion (album Forbidden)
Distortion – trzeci album studyjny amerykańskiej grupy muzycznej Forbidden

## Lista utworów
1. "Distortion" – 5:59
2. "Hypnotized by the Rhythm" – 4:56
3. "Rape" – 5:22
4. "No Reason" – 6:23
5. "Feed the Hand" – 6:41
6. "Wake Up" – 3:57
7. "Mind's "I" – 4:31
8. "All That Is" – 4:17
9. "Undertaker" – 6:24
10. "21st Century Schizoid Man" – 11:06 (King Crimson cover)

## Twórcy
- Russ Anderson – śpiew
- Craig Locicero – gitara
- Tim Calvert – gitara
- Matt Camacho – gitara basowa
- Steve Jacobs – perkusja